# Jan Olov Andersson (författare)
Jan Olof Andersson, född 1957, är en svensk säkerhetsexpert och författare. Han har bland annat arbetat som säkerhetschef på Riksbanken och på Läkemedelsverket. Andersson blev 2008 utsedd till "Årets säkraste person" av Computer Sweden.